# Ньясская гадюка
Ньясская гадюка (лат. Proatheris superciliaris) — вид змей из семейства гадюковых, выделяемый в монотипический род Proatheris Broadley 1996.

## Внешний вид
Мелкая гадюка с длиной тела без хвоста до 51,3 см у самцов и до 60 см у самок. Голова вытянутая и уплощённая, хорошо отделена от шеи. Морда короткая и закруглённая. Сверху голова покрыта мелкими килеватыми чешуями, хотя надглазничные чешуи крупные и шероховатые. Крупные ноздри направлены вверх и вбок. Межносовых чешуй 1—3, межглазничных 5—7. Вокруг глаза 8—14 чешуй. Верхнегубных чешуй 8—11, нижнегубных — 10—13. Туловище покрыто сильно килеватыми черепитчатыми чешуями вокруг середины тела, расположенными в 27—29 (редко 26 или 30) рядов. Туловищные чешуи в крайних рядах увеличенные, слабокилеватые или гладкие. Брюшных щитков 131—156, подхвостовых — 32—45 пар. Анальный щиток один. Окраска тела бледно-серо-коричневая или коричневая с рисунком из многочисленных тёмных пятен вдоль хребта и и по бокам, отделённых друг от друга бледной полосой. Кончик морды обычно чёрный, от него через глаз до верхней губы тянется тёмная полоса. Брюхо грязно-белое с многочисленными тёмными пятнами, которые иногда могут выстраиваться в неправильные ряды. Нижняя сторона хвоста от бледно-жёлтой до ярко-оранжевой, особенно у молодых змей.

## Ареал и места обитания
Известна от северной оконечности озера Ньяса (южная Танзания) через Малави до центрального Мозамбика и северо-востока Замбии в окрестностях озера Чила. Встречается в поймах и на прилежащих лугах на высоте до 930 м над уровнем моря.

## Образ жизни
Активна по ночам. Днём прячется в старых норах грызунов или греется около них. Ведёт наземный образ жизни. Будучи потревоженной, принимает защитную позу, сворачиваясь в С-образные петли, при этом трущиеся друг об друга бока змеи издают «шипящий» звук. Может совершать быстрые броски. Питается преимущественно бесхвостыми земноводными (тростнянками и жабами), но может поедать и мелких грызунов и ящериц.

## Размножение
Половая зрелость наступает в 18—20 месяцев у самцов и в 2—3 года у самок. Во время брачного сезона в июне-июле самцы участвуют в поединках за возможность спариваться с самками. После 177—184 дней беременности в середине лета самки рождают 3—16 детёнышей общей длиной 13,5—20,8 см. Новорождённые гадюки могут привлекать добычу, извивая яркоокрашенный кончик хвоста.

## Яд
Яд имеет цитотоксическое действие. Укус приводит к боли в месте укуса, отёку и образованию пузырей. Эффективность какой-либо сыворотки против яда ньясской гадюки не показана, однако летальные случаи при укусах неизвестны.

## Природоохранный статус
Международный союз охраны природы отнёс вид к категории вызывающих наименьшие опасения в связи с широким ареалом и отсутствием видимых угроз.